# Gymnostachyum hirsutum
Gymnostachyum hirsutum är en akantusväxtart som beskrevs av T. Anders.. Gymnostachyum hirsutum ingår i släktet Gymnostachyum och familjen akantusväxter. Inga underarter finns listade i Catalogue of Life.